# Gravidade quântica em loop
A teoria da Gravidade Quântica em Loop, Gravitação Quântica em Loop ou Gravitação Quântica em Laços, abreviada para LQG (do inglês loop quantum gravity), também é conhecida como gravidade em loop. Trata-se de uma teorização em geometria quântica, sendo uma teoria quântica de espaço-tempo proposta com o objetivo de reconciliar as evidentes incompatibilidades teóricas da Mecânica Quântica e da Relatividade Geral.
Resumidamente, nessa teoria os estados quânticos do espaço permitidos estão relacionados a diagramas de linhas e de "nós" chamados de redes de spin. O espaço-tempo quântico corresponde a diagramas similares chamados espumas de spin.
Esta teoria é uma de uma família de teorias chamada gravidade quântica canônica. A técnica de quantização em loop foi desenvolvida para a quantização não perturbativa do difeomorfismo-invariante teoria gauge. Em termos mais simples, LQG tenta estabelecer um teoria quântica da gravidade na qual os outros fenômenos físicos sejam quantizados.
Gravidade Quântica em Loop (LQG) é uma teoria proposta de espaço-tempo que é construída com a ideia da quantização do espaço-tempo via a matematicamente rigorosa teoria da quantização em loop. Ela preserva muitas das mais importantes ideias da relatividade geral, enquanto ao mesmo tempo emprega a quantização tanto do espaço e do tempo na escala de Planck na tradição da mecânica quântica.
LQG não é a única teoria da gravidade quântica. Os críticos desta teoria dizem que LQG é uma teoria da gravidade e nada mais, embora alguns teóricos da LQG tentem mostrar que a teoria pode descrever a matéria igualmente bem. Há outras teorias de gravidade quântica, e uma lista delas pode ser encontrada na página da gravidade quântica.

## Gravidade Quântica em Loop em Geral, e suas ambições
Muitos teóricos das cordas acreditam que é impossível quantizar a gravidade em 3+1 dimensões sem criar artifícios de matéria e energia. Isto não é ainda provado, e também é ainda não provado que os artifícios sobre a matéria, preditos pela teoria das cordas, sejam exatamente os mesmos da matéria observável. Se LQG apresenta-se como uma teoria quântica da gravidade, os campos da matéria conhecidos deveriam ter de ser incorporados na teoria a posteriori. Lee Smolin, um dos autores originais da LQG (assim como Loll, Bilson-Thompson, Freidel, Wise e outros) tem explorado a possibilidade que a teoria das cordas e a LQG são duas diferentes aproximações da mesma teoria final.
As principais qualidades da gravidade quântica em loop são:
1. É uma quantização não perturbativa de geometria de espaço-3, com operadores área e volume quantizados.
2. Inclui o cálculo da entropia de buracos negros.
3. É uma viável alternativa a teoria das cordas apenas para a gravidade.

Entretanto, estas afirmações não são universalmente aceitas. Enquanto muitos dos resultados centrais são rigorosos pela física matemática, suas interpretações físicas permanecem especulativas. LQG deve possivelmente ser viável com um refinamento do trato da gravidade ou sua geometria. Por exemplo, a entropia calculada em (2) é para um tipo de buraco que possa, ou não possa, ser um buraco negro.
Algumas abordagens alternativas a gravidade quântica, tais como os modelos de "espuma de spin", são relacionados proximamente a gravidade quântica em loop.

## A Incompatibilidade Entre Mecânica Quântica e a Relatividade Geral
Teoria quântica de campos estudada sobre cenários curvados (não-Minkowskianos) tem mostrado que algumas das suposições centrais devem ser modificadas. Em particular, o vácuo, quando ele existe, mostra-se depender do trajeto do observador através do espaço-tempo (veja efeito Unruh). Enquanto o efeito Unruh pode ser descrito no caso de um cenário geométrico fixo sobre o qual propagam-se graus de liberdade não gravitacionais, tenta-se resolver problemas centrais - onde uns permitem graus de liberdade gravitacionais tais como a propagação dos grávitons - com os quais usuais métodos da teoria quântica de campos são matematicamente problemáticos. Em particular, se percebe que a teoria é não renormalizável, um termo técnico que implica que há infinitamente mais parâmetros livres na teoria e logo, não podem ser previstos.

## História da LQG
Em 1986, Abhay Ashtekar reformulou as equações de campo da relatividade geral de Einstein usando o que veio a ser conhecido como variáveis Ashtekar, um caso particular da teoria Einstein-Cartan com uma conexão. Ele estava apto a quantizar a gravidade usando a teoria gauge de campo. Na formulação de Ashtekar, os objetos fundamentais são um parâmetro de medida para o transporte paralelo (tecnicamente, uma conexão) e um quadro de coordenadas (chamado um formalismo de Cartan) em cada ponto. Porque a formulação Ashtekar é independente de cenário, foi possível usar os loops de Wilson como bases de uma quantização não perturbativa da gravidade. Invariância (espacial) explícita do difeimorfismo do estado do vácuo representa um guia essencial na regularização dos estados dos loops de Wilson.
Em torno de 1990, Carlo Rovelli e Lee Smolin obtiveram uma base explícita de estados da geometria quântica, a qual veio a ser nomeada como redes de spins de Penrose. Neste contexto, redes de spin de Penrose como uma generalização de "loops" de Wilson necessários ao trato com loops mutuamente intersectantes. Matematicamente, redes de spin são relacionadas a teoria da representação de grupos e podem ser usados para construir invariantes de nós tais como os polinômios de Jones.
Sendo relacionada de maneira próxima a teoria topólogica do campo quântico e a teoria da representação de grupo, LQG é mais estabelecida ao nível do rigor da física matemática.

## Os Ingredientes da Gravidade Quântica em Loop

### Quantização em "Loop"
No núcleo da gravidade quântica em loops está uma estrutura para a quantização não perturbativa de teorias de gauge de difeomorfismo-invariante, das quais uma pode ser chamada de quantização em loop. Quando originalmente desenvolvida com a meta de quantizar o vácuo na relatividade geral em 3+1 dimensões, o formalismo pode acomodar arbitrariamente dimensionalidades espaço-temporais, férmions, um arbitrário grupo gauge (ou uniforme grupo quântico), e supersimetria, e resulta numa quantização da cinemática da correspondente teoria de gauge do difeomorfismo-invariante. Muito trabalho resta a ser feito em dinâmica, a limitação clássica e o correspondente princípio, todos os quais são necessários de uma maneira ou outra em acordo com as experimentações.
No conjunto, a quantização em loop é o resultado da aplicação de quantização C*-algébrica a álgebra não-canônica de observáveis invariâncias gauge clássicas. Não-canônica significa que as quantizações básicas observáveis não são coordenadas generalizadas e seus momentos conjugados. Em lugar disso, a álgebra gerada pela rede de spins observáveis (construídos de holonomias) e fluxos de campos de força são usados.
Técnicas de quantização em loop são particularmente bem sucedidas em tratar com teorias da topologia de campos quânticos, onde elas são sustentação a modelos "soma-de-estado"/"espuma-de-spin" tais como o modelo Turaev-Viro da relatividade geral 2+1 dimensional. Uma muito estudada teoria topológica de campo quântico é a assim chamada teoria BF em 3+1 dimensões. Desde que a relatividade geral clássica pode ser formulada como uma teoria BF com confinamentos, cientistas esperam que uma quantização consistente da gravidade possa emergir da teoria da perturbação de modelos BF de "espuma de spin".
Esta estrutura discreta deve requerer modificações de mecanismos quânticos, e uma linha de pesquisa chamada mecânica quântica polimérica tem sido seguida.

### Invariância de Lorentz
LQG é uma quantização de uma teoria lagrangeana de campos clássica a qual é equivalente a usual teoria Einstein-Cartan em que conduz as mesmas equações do movimento descritas na relatividade geral com torção. Como tal, pode-se discutir que LQG respeita a invariância local de Lorentz. A invariância Global de Lorentz é quebrada em LQG apenas como na relatividade geral. Uma constante cosmológica positiva pode ser obtida em LQG por substituir o grupo de Lorentz com o correspondente grupo quântico.

### Invariância do Difeomorfismo e "Independência de Cenário"

#### Covariância geral

##### Definição
Covariância geral é a invariância das leis físicas sob transformações de coordenadas arbitrárias. Esta condição é mais notável no contexto da relatividade geral aonde ela tem profundas implicações, como apontado já pelos trabalhos de Einstein. O argumento é simples e claro envolve somente o mais básico da RG.

##### As equações diferenciais
Inicialmente faz-se o destaque da equação diferencial SHO dupla:
Eq(1) {\displaystyle {\frac {d^{2}f(x)}{dx^{2}}}+f(x)=0}
Eq(2) {\displaystyle {\frac {d^{2}g(y)}{dy^{2}}}+g(y)=0}
exceto na Eq(1) a variável independente é x e em Eq.(2) a variável independente é {\displaystyle y}. Uma vez que se encontre uma solução para Eq.(1) em {\displaystyle f(x)=\cos x}, imediatamente sabe-se que {\displaystyle g(y)=\cos y} soluciona Eq.(2). Esta observação matemática combinada com a covariância geral tem profundas implicações para a RG.

#### As soluções para a gravidade
Supõe-se isoladamente a gravidade primeiro. Diz-se que tem-se dois sistemas de coordenadas, {\displaystyle x}-coordenadas e {\displaystyle y}-coordenadas. A covariância geral exige que as equações do movimento tenham a mesma formulação em ambos os sistemas de coordenadas, isto é, tem-se as mesmas equações diferenciais para resolver em ambos os sistemas de coordenadas exceto na variável {\displaystyle x} e na outra variável independente que é {\displaystyle y}. Uma vez que encontra-se uma função métrica {\displaystyle g_{ab}(x)} que resolva a EQM nas coordenadas {\displaystyle x} imediatamente conhece-se (por exatamente a mesma razão que acima) que a mesma função escrita como uma função de {\displaystyle y} resolve a EOM nas coordenadas {\displaystyle y}. Como ambas as funções métricas tem a mesma forma funcional mas pertencem a diferentes sistemas de coordenadas, elas impõe diferentes geometrias espaço-tempo. Então ter-se-á gerado uma segunda solução distinta que apresenta uma dificuldade.
Afirmando-se que os dois sistemas coordenados coincidam no início, mas em algum ponto após {\displaystyle t=0} permite-se que difiram. Tem-se então duas soluções, ambas com as mesmas condições iniciais ainda que imponham diferentes geometrias espaço-tempo. A conclusão é que RG não determina o tempo próprio entre pontos do espaço tempo.
Tal argumento (ou ainda um refinamento dele) é conhecido como "argumento do furo de Einstein". É necessário incluir a matéria - quando tem-se um grande conjunto de equações diferenciais mas estas ainda têm a mesma forma em todos os sistemas de coordenadas, o mesmo argumento aplica-se e novamente obtêm-se duas soluções com as mesmas condições iniciais as quais impõe-se diferentes geometrias espaço-tempo. É muito importante notar-se que deve-se não gerar estas soluções extras distintas se o espaço-tempo foi fixado não-dinâmico, e então a solução ao "argumento do furo", de uma independência  de cenário, somente se aproximará quando o espaço-tempo for dinâmico.

##### As soluções extras
Antes de poder-se entender esta solução precisa-se entender estas soluções extras. Pode-se interpretar estas soluções como segue.
Para simplificar primeiramente assume-se que não há matéria. Define-se uma função métrica {\displaystyle {\tilde {g}}_{ab}} da qual o valor {\displaystyle P} é dado pelo valor de {\displaystyle g_{ab}} em {\displaystyle P_{0}}, i.e.
Eq(3) {\displaystyle {\tilde {g}}_{ab}(P)=g_{ab}(P_{0})}
(ver figura 1(a)).
Agora considere-se um sistema de coordenadas no qual se assume para {\displaystyle P} os mesmos valores de coordenadas que {\displaystyle P_{0}} tem nas coordenadas x (ver figura 1(b)). Então tem-se
Eq(4) {\displaystyle {\tilde {g}}_{ab}(y_{0}=u_{0},y_{1}=u_{1},y_{2}=u_{2},y_{3}=u_{3})=g_{ab}(x_{0}=u_{0},x_{1}=u_{1},x_{2}=u_{2},x_{3}=u_{3}),}
onde {\displaystyle u_{0},u_{1},u_{2},u_{3}} são os valores de coordenadas de {\displaystyle P_{0}} no sistema de coordenadas x.

##### Conclusões
Quando reserva-se os valores de coordenadas a escala sobre todos os valores permissíveis, Eq(4)é precisamente a condição que as duas funções métricas têm a mesma forma funcional. Vê-se que a nova solução é gerada por "arrastar" a função métrica original sobre a distribuição espaço-tempo quando mantem-se as linhas de coordenadas "unidas", ver Fig 1.
É importante mostrar que não realiza-se uma transformação de coordenadas, isto é conhecido como um difeomorfismo ativo (transformadas de coordenadas são chamadas difeomorfismos passivos). É fácil visualizar isso quando tem-se a situação atual, simultaneamente realizando um difeomorfismo ativo sobre os campos gravitacionais e materiais gerando a nova solução distinta.
Mais detalhes e discussões podem ser encontradas no livro de Rovelli ou nos artigos de Rovelli e Gaul e por Smolin.

#### A resolução de Rovelli
A resolução do argumento do buraco (normalmente tomado do livro de Rovelli) é como se segue. Como a RG não determina a distância entre dois pontos no espaço-tempo, como os campos gravitacionais e materiais são localizados sobre o espaço-tempo, e então os seus valores são em pontos espaço tempo, podem não ter significado físico.
O que a RG determina, entretanto, são as mútuas relações que existe, entre os campos gravitacionais e os campos materiais (em outras palavras, o valor do campo gravitacional onde o campo material toma tal e tal valor). Destas mútuas relações pode-se formar uma noção da matéria sendo localizada com respeito ao campo gravitacional e vice-versa, (ver o livro de Rovelli para a esta exposição). O que Einstein descobriu foi que as entidades físicas são localizadas com respeito uma a outra somente e não com respeito a distribuição (textura ou cenário) espaço-tempo. Esta é o que é tratado como independência de cenário.
Einstein aqui chega a afirmar em suas anotações "que foi além de minhas mais selvagens expectativas".
Desde que o Argumento do Buraco é uma consequência da covariância geral na RG, isto levou Einstein a apresentar:
"Que esta exigência da covariância geral, que se faz examinar afastada do espaço e cronometra o último resto da objetividade física, é natural,.."

#### A preservação da simetria
LQG preserva esta simetria sob difeomorfismos ativos por requerer que os estados físicos se mantenham invariantes sob os geradores dos difeomorfismos ativos. A interpretação desta condição é bem entendida por difeomorfismos ativos puramente espaciais. Entretanto, o entendimento de difeomorfismos ativos envolve o tempo (o confinamento Hamiltoniano)) é mais sutil porque é relacionado com a dinâmica e então chamada de problema do tempo na relatividade geral. Uma metodologia de cálculo computacional geralmente aceita para calcular este confinamento está ainda para ser encontrada.
O termo "difeomorfismo ativo" tem sido usado, no lugar de somente "difeomorfismo", para enfatizar que este não é um caso de simples transformação de coordenadas. Ele é difeomorfismo ativo os quais são as transformações de gauge da RG, eles não deve ser confundido com a liberdade de escolha de coordenadas sobre o espaço-tempo M. Invariância sob transformação de coordenadas não é uma apresentação especial da RG como todas as teorias físicas são invariantes sob transformações de coordenadas. (Certamente, a definição matemática de um difeomorfismo é uma transformação a qual distribuições relacionadas com topologias equivalentes e estrutura diferenciáveis, mas não necessariamente métricas equivalentes. Por exemplo, um difeomorfismo pode transformar uma rosquinha em uma xícara.)
Se ou não a invariância de Lorentz é quebrada no limite de baixa energia da GQL, a teoria é formalmente independente de cenário. As equações da GQL não estão mergulhadas neste, ou pressupostas, exceto para sua topologia invariante. Em vez disto, espera-se que chegue-se a tratamento do espaço e tempo em distâncias as quais são grandes se comparadas ao comprimento de Planck. No presente, mantem-se não provado que a descrição do espaço tempo da GQL na escala Planckiana tem  o limite correto de continuidade, descrito pela relatividade geral com possíveis correções quânticas.

#### O estado atual desta questão
Embora um número de teóricos das cordas tenham aderido à conceituação de independência de cenário e expressado que ele representa pouco, se algum, papel na sua visão de uma teoria quântica da gravidade, Edward Witten tem falado da necessidade de uma formulação independente de cenário da teoria das cordas um bom número de vezes, por exemplo, em 1993:
"Procurando a correta estrutura para uma intrínseca, formulação independente de cenário da teoria das cordas é um dos principais problemas neste assunto, e tem-se mantido fora de alcance." ... "Este problema é fundamental porque é aqui que realmente está a questão de que tipo de objeto geométrico a corda representa."
Argumentos sobre a necessidade de uma formulação independente de cenário da teoria das cordas pode ser encontrada no artigo de Lee Smolin.

### GQL e a singularidade do Big Bang
Abhay Ashtekar e Martin Bojowald têm apresentado artigos afirmando que de acordo com a gravidade quântica em loop, a singularidade do Big Bang é evitada. O que os pesquisadores procuram seria um prévio universo colapsante. Desde que a gravidade tornou-se repulsiva próximo da densidade de Planck de acordo com suas simulações, este resultou em um "Big Bounce" e o nascimento de nosso corrente universo. Estes tópicos são uma pesquisa ativa em  cosmologia quântica em loop.
Entretanto estes resultados envolvem uma truncagem da teoria e então não propriamente aplicável a gravidade quântica em loop em si.

### LQG e a Física de Partículas
Existem recentes anúncios de que a gravitação quântica em loop pode ser hábil a reproduzir características que assemelham-se ao Modelo Padrão. Assim tão somente a primeira geração de férmions (léptons e quarks) com corretas propriedades de paridade tem sido modeladas por Sundance Bilson-Thompson usando préons constituídos de entrelaçamentos de espaço-tempo como blocos de construção. Entretanto, não há derivação da Lagrangiana que deveria descrever as interações de tais partículas, nem que seja possível mostrar que tais partículas são férmions, nem que os grupos gauge ou interações do Modelo Padrão são resolvidos. Utilização de conceitos de computação quântica fazem possível demonstrar que as partículas são hábeis a sobreviver a flutuações quânticas. Outros resultados recentes sugerem que a estrutura da GQL pode permitir a derivação de certos bósons de spin-1 tais como o fóton, e glúon, e possivelmente o gráviton, de  spin-2. Esta linha de pesquisa segue o paradigma reducionista de buscar um bloco de construção de partículas elementares.
Xiao-Gang Wen e Michael Levin são dois físicos de estado sólido que tem tentado modelar partículas elementares tais como os elétrons e fótons como resultantes de uma discreta estrutura em rede de espaço-tempo em analogia a fonons em física de estado sólido. Eles tentam modelar partículas elementares como propriedades emergentes de uma condensação de rede de cordas em analogia a fônons para reproduzir o Modelo Padrão como o resultado de um ambiente coletivo de um grupo de redes de spin. Esta abordagem difere da abordagem por preons, na qual Wen e Levin veem as partículas como uma propriedade emergente do espaço-tempo quântico, melhor que o construído sobre menores subestruturas como é o caso com o a teoria dos preons de Bilson-Thompson's.
Independentemente da discussão acima, existem várias propostas sobre como incorporar férmions (matéria) na estrutura da GQL. Uma única estrutura que possa englobar ao modelo padrão e a gravidade é conhecida em física como uma teoria de tudo.
Parece atualmente que nada proíbe acoplar - por exemplo, inconsistente sob a mecânica quântica - férmions quirais anômalos à GQL.

### LQG e a Gráviton
Tem havido recentes resultados em GQL usando o formalismo da "espuma de spin" de Carlo Rovelli, Eugenio Bianchi, Leonardo Modesto, e Simone Spezialeque a GQL faz surgir grávitons, e levem tais grávitons a interagir como esperado, reproduzindo a Lei de Newton da gravidade.

### O Estado Kodama
Em 1988, Hideo Kodama escreveu sobre as equações do estado Kodama, mas como foi descrito como um espaço-tempo (universo de Sitter) positivo, o qual acreditava-se como inconsistente com as observações, foi em geral ignorado.
Artigo de Lee Smolin, "Quantum gravity with a positive cosmological constant" sugeriu que o estado Kodama é um estado básico o qual tem um bom limite semiclássico o qual reproduz a dinâmica da relatividade geral com uma constante cosmológica (de Sitter) positiva, 4 dimensões, e grávitons, e é uma solução exata para contrastes ordinários sobre um fundo de gravidade quântica independente, provendo evidências de que a gravidade quântica em loop é certamente uma gravidade quântica com a correta descrição semiclássica. Edward Witten publicou um artigo em resposta ao de Lee Smolin, argumentando que o estado Kodama é não-físico, fazendo uma analogia ao estado na função de onda resultante em energia negativa da teoria de Chern-Simons, e citando o artigo de Smolin. Recentemente, Andrew Randono publicou dois artigos que citam o artigo de Witten, e referiu-se a estas objeções, pela generalização ao estado Kodama, com a conclusão que o parâmetro Immirzi, quando generalizado com um valor real, reparado por combinação com entropia de buraco negro, descreve uma violação de paridade na gravitação quântica, e é invariante CPT, e é normalizável, e quiral, consistente com observações conhecidas tanto da gravidade quanto da teoria de campos quântica. O produto interno em física pode assemelhar-se à teoria MacDowell-Mansouri de formulação da gravidade. Eyo Eyo Ita publicou artigos que são construídos sobre o estado de Kodama generalizado de Randono, e discute que um estado de Kodama generalizado pode ser construído e que isso pode acoplar a matéria e o confinamento Hamiltoniano pode reproduzir a dinâmica da relatividade geral, resultando em uma finita e completa gravidade quântica.

## Problemas
Por enquanto tem sido uma proposta recente relacionada à observação de singularidades nuas, juntamente com a relatividade especial dupla, fazendo parte de um programa chamado cosmologia quântica em loop, até agora não há qualquer observação experimental para a qual a gravidade quântica em loop faça uma previsão não feita pelo Modelo Padrão ou relatividade geral. Este problema atinge todas as correntes teóricas da gravidade quântica (exceto aqueles que têm sido provados como errados).
Igualmente fazer predições da teoria da GQL tem sido extremamente difícil computacionalmente, também um problema recorrente com outras teorias modernas em física.
Outro problema é que um parâmetro livre crucial na teoria, conhecido como parâmetro Immirzi pode somente ser calculado por ajustamento com o cálculo da entropia de buraco negro de Bekenstein e Hawking. Gravidade quântica em loop prevê que a entropia de um buraco negro é proporcional à área do horizonte dos eventos, mas não obtém a fórmula de Bekenstein-Hawking S = A/4 sem que o parâmetro Immirzi seja escolhido para obter-se este valor. Uma predição diretamente da teoria seria preferível.
Presentemente, nenhum limite semiclássico substituindo a relatividade geral tem mostrado existir. Isto significa ainda não foi provado que a descrição do espaço-tempo da LQG na escala de Planck tem o limite correto de continuidade, descrita pela relatividade geral com possíveis correções quânticas. Especificamente, a dinâmica da teoria é codificada na restrição Hamiltoniana, mas não há um candidato Hamiltoniano (mecânica quântica).

### Artigos
- Graviton propagator in loop quantum gravity-- We compute some components of the graviton propagator in loop quantum gravity, using the spinfoam formalism, up to some second order terms in the expansion parameter.
- Quantum Gravity and the Standard Model-- Shows that a class of background independent models of quantum spacetime have local excitations that can be mapped to the first generation fermions of the standard model of particle physics.